# José Desmarets
Pour les articles homonymes, voir Desmarets.
José Desmarets, né à Schaerbeek le 16 septembre 1925 et mort à Uccle le 9 août 2019, est un homme politique belge.
Il fut ministre pour le Parti social-chrétien (PSC).

## Biographie
José Desmarets est docteur en droit et licencié en sciences politiques et sociales.
Il est volontaire de guerre au 21e bataillon de Fusiliers en 1944-1945 et reçoit la médaille de la résistance. 
En 1982, il est reconnu comme son père Léon Juste parmi les Nations par le mémorial de Yad Vashem de Jérusalem, ayant partagé sa propre chambre d'étudiant à un enfant juif recherché par les nazis. 
Il est de 1950 à 1953 directeur du bureau d'études de la centrale chrétienne des métallurgistes puis 
conseiller économique de la CSC et membre du conseil central de l'économie de 1953 à 1955. Il est ensuite de 1955 à 1966 directeur du journal quotidien La Cité dont le tirage s'élève alors entre 18 000 et 25 000 exemplaires. C'est alors la période de la question scolaire en Belgique, de l'indépendance du Congo et des grèves de 1960.
Il est à partir de 1966 directeur au service des relations publiques de l'Union des exploitations électriques en Belgique (UEEB). 

### Carrière politique
Au sein du PSC, il appartient à l'aile droite, le CEPIC (Centre politique des indépendants et cadres chrétiens), dissout en 1982. Son mot d'ordre est « Nous luttons pour une société toujours plus riche en supplément d'âme »,.
Conseiller communal à Uccle de 1959 à 1988, il est échevin à Uccle des travaux publics et sports; ensuite des affaires sociales et de la famille, de 1965 à 1979. 
Il est élu député de la circonscription électorale de l'arrondissement de Bruxelles de 1971 à 1985 puis sénateur de 1985 à 1987. Il est membre entre 1971 et 1979 de l'Association Atlantique Nord (Assemblée parlementaire de l'OTAN).
De 1979 à 1981, il est vice-Premier ministre de Belgique sous les différents gouvernements Martens II, III, IV et Eyskens lors des problèmes institutionnels belges. Ministre de la Défense nationale en 1979-1980, il est notamment coresponsable du dossier des euromissiles Pershing à l'époque où l'URSS vient d'envahir l'Afghanistan. Son plaidoyer "la paix par la défense". Il est ensuite ministre du Plan et de la Politique scientifique en 1980 puis ministre des classes moyennes et du Plan en 1980-1981. 
En 1980, un périodique, en réalisant des portraits des hommes politiques de l'époque, décrit José Desmarets comme « faux cynique, père de famille bien pensant, qui fait preuve de beaucoup de tolérance ». 
Il préside en 1984 l'Association Atlantique belge. Il préside en 1986-1987 la Ligue anticommuniste mondiale,.